# Gnječenje slonom
Gnječenje slonom bila je uobičajena metoda smrtne kazne na području južne i jugoistočne Azije, osobito Indije, skoro pa 4 000 godina. Koristili su je Rimljani i Kartažani.
Pošto su se slonovi upotrebljavali u vojne svrhe, to je bila normalna kazna za vojne bjegunce, zarobljenike i zločince. Često je slon osuđenika vukao, dok je osuđenik bio vezan. Pogubljenja su namjerno bila jeziva. Često su se vršila javno, kako bi se sprječilo da drugi prekrše zakon. Mnogo puta slon je bio teži od devet tona.
Pod utjecajem Britanaca prakticiranje kazne je opalo, premda se i danas dogodi da slon ubije čovjeka ili drugu životinju.